# Lista de herdeiros do trono russo
Esta é uma lista de indivíduos que foram, em dado período de tempo, considerados os herdeiros do trono do Império Russo (1721–1917), em caso de abdicação ou morte do monarca incumbente. Os herdeiros (presuntivos ou aparentes) que, de fato, sucederam ao monarca russo são representados em negrito. 
A lista inclui nobres a partir de 1613, quando o nobre Miguel I foi eleito czar do Czarado da Rússia inaugurando o governo da Casa de Romanov sobre os domínios russos. Apenas quatro gerações mais tarde, em 1721, seu bisneto Pedro I fundou o Império Russo anexando os domínios conquistados através do Tratado de Nystad. De acordo com um decreto de 16 de fevereiro de 1722, o Imperador russo detinha o direito de designar qualquer indivíduo como seu sucessor; configurando um tipo distinto de sucessão eletiva. No entanto, o próprio Pedro I, Catarina I, Pedro II e Ivan VI nunca designaram um herdeiro e seus sucessores foram todos escolhidos irregularmente. Além disso, após sua deposição em 1762, Pedro III foi sucedido por sua consorte real Catarina II em detrimento de seu filho e herdeiro direto, Paulo. Tal medida foi revogada apenas em 1797 pela Lei de Sucessão do Império Russo, também chamada de "Leis Paulinas" em referência a Paulo I que estabeleceu uma sucessão hereditária.
A partir de 1797, o Império Russo adotou um sistema sucessório semi-sálico entre seus próprios descendentes que perdurou até a abolição da monarquia em 1917. Por ter renunciado às suas reivindicações dinásticas secretamente, o Grão-duque Constantino Pavlovich ainda era amplamente visto como herdeiro do trono até a morte de seu irmão mais velho, Alexandre I, em 1825. Com a morte de Alexandre I, o irmão mais velho ainda na linha de sucessão - que se tornaria Nicolau I - abriu mão de seus direitos até que Constantino renunciou mais uma vez. 

## Herdeiros ao trono russo
| Monarca       | Herdeiro                          | Condição            | Relação com o monarca | Período                 | Período                 |
| ------------- | --------------------------------- | ------------------- | --------------------- | ----------------------- | ----------------------- |
| Miguel I      | Ivan Nikitich Romanov             | Herdeiro presuntivo | Tio                   | 26 de julho de 1613     | 9 de março de 1629      |
| Miguel I      | Tsarevich Aleixo                  | Herdeiro aparente   | Primogênito           | 9 de março de 1629      | 12 de julho de 1645     |
| Aleixo        | Nikita Ivanovich                  | Herdeira presuntiva | Sobrinha              | 12 de julho de 1645     | 22 de agosto de 1648    |
| Aleixo        | Tsarevich Dmitri Alexeievich      | Herdeiro aparente   | Primogênito           | 22 de agosto de 1648    | 6 de outubro de 1649    |
| Aleixo        | Nikita Ivanovich                  | Herdeira presuntiva | Sobrinha              | 6 de outubro de 1649    | 15 de fevereiro de 1654 |
| Aleixo        | Tsarevich Aleixo Alexeievich      | Herdeiro aparente   | Filho                 | 15 de fevereiro de 1654 | 10 de janeiro de 1670   |
| Aleixo        | Tsarevich Teodoro Alexeievich     | Herdeiro aparente   | Filho                 | 10 de janeiro de 1670   | 29 de janeiro de 1676   |
| Teodoro III   | Tsarevich Ivan Alekseievich       | Herdeiro presuntivo | Irmão                 | 29 de janeiro de 1676   | 7 de maio de 1682       |
| Ivã V         | Tsarevich Aleixo Petrovich        | Herdeiro presuntivo | Sobrinho              | 28 de fevereiro de 1690 | 8 de fevereiro de 1696  |
| Pedro I       | Tsarevich Aleixo Petrovich        | Herdeiro aparente   | Primogênito           | 8 de fevereiro de 1696  | 7 de julho de 1718      |
| Pedro I       | Grão-duque Pedro Alexeievich      | Herdeiro aparente   | Neto                  | 7 de julho de 1718      | 18 de maio de 1727      |
| Ana           | Grão-duque Ivan Antonovich        | Herdeiro designado  | Sobrinho-neto         | 5 de outubro de 1740    | 28 de outubro de 1740   |
| Isabel        | Grão-duque Pedro Teodorovich      | Herdeiro aparente   | Sobrinho              | 18 de novembro de 1742  | 5 de janeiro de 1762    |
| Pedro III     | Grão-duque Paulo Petrovich        | Herdeiro aparente   | Primogênito           | 7 de janeiro de 1762    | 17 de novembro de 1796  |
| Catarina II   | Grão-duque Paulo Petrovich        | Herdeiro aparente   | Primogênito           | 7 de janeiro de 1762    | 17 de novembro de 1796  |
| Paulo I       | Grão-duque Alexandre Pavlovich    | Herdeiro aparente   | Filho                 | 28 de novembro de 1796  | 23 de março de 1801     |
| Alexandre I   | Grão-duque Constantino Pavlovich  | Herdeiro presuntivo | Irmão                 | 23 de março de 1801     | 26 de janeiro de 1822   |
| Alexandre I   | Grão-duque Nicolau Pavlovich      | Herdeiro presuntivo | Irmão                 | 26 de janeiro de 1822   | 1 de dezembro de 1825   |
| Nicolau I     | Tsarevich Alexandre Nikolaevich   | Herdeiro aparente   | Filho                 | 1 de dezembro de 1825   | 2 de março de 1855      |
| Alexandre II  | Tsarevich Nicolau Alexandrovich   | Herdeiro aparente   | Filho                 | 2 de março de 1855      | 24 de abril de 1865     |
| Alexandre II  | Tsarevich Alexandre Alexandrovich | Herdeiro aparente   | Filho                 | 24 de abril de 1865     | 13 de março de 1881     |
| Alexandre III | Tsarevich Nicolau Alexandrovich   | Herdeiro aparente   | Filho                 | 13 de março de 1881     | 1 de novembro de 1894   |
| Nicolau II    | Grão-duque Jorge Alexandrovich    | Herdeiro presuntivo | Irmão                 | 1 de novembro de 1894   | 9 de agosto de 1899     |
| Nicolau II    | Grão-duque Miguel Alexandrovich   | Herdeiro presuntivo | Irmão                 | 9 de agosto de 1899     | 12 de agosto de 1904    |
| Nicolau II    | Tsarevich Alexei Nikolaevich      | Herdeiro aparente   | Filho                 | 12 de agosto de 1904    | 15 de março de 1917     |